# Biočić
Biočić (olaszul: Torricchia di Tenin) falu Horvátországban Šibenik-Knin megyében. Közigazgatásilag Drnišhez tartozik.

## Fekvése
Knintől légvonalban 16, közúton 19 km-re délre, községközpontjától légvonalban 7, közúton 8 km-re északkeletre, a Knint Šibenikkel összekötő 33-as számú főúttól keletre, Dalmácia középső részén fekszik.

## Története
Területén már a bronzkorban éltek emberek. Innen származik egy bronz szekerce, melyet a bronzkorban itt élt keltáknak tulajdonítanak. A Biočić és Tepljuh közötti területen feküdt az ókorban a római Promona városa. Ennek elődje valószínűleg egy még korábbi, történelem előtti település volt, mely a mai Tepljuh felett a Promina-hegységben volt található. A késő ókorból származó külön apszisú háromosztatú bazilika maradványát is feltárták itt. A falu már a középkorban is létezett, temetője is volt. Területét 1522-ben foglalta el a török. 1530-ban már szerepel a Boszniai szandzsák defterében a Petrovo polje nagyobb falvai között. 1683-ban a velencei hadak szabadították fel a török uralom alól. 1797-ben a Velencei Köztársaság megszűnésével a Habsburg Birodalom része lett. 1806-ban Napóleon csapatai foglalták el és 1813-ig francia uralom alatt állt. Napóleon bukása után ismét Habsburg uralom következett, mely az első világháború végéig tartott. A falunak 1857-ben 755, 1910-ben 883 lakosa volt. Az első világháború után előbb a Szerb Királyság, majd rövid ideig az Olasz Királyság, ezután a Szerb-Horvát-Szlovén Királyság, majd Jugoszlávia része lett. 1991-ben lakóinak 94 százaléka szerb nemzetiségű volt. A délszláv háború során szerb lakói csatlakoztak a Krajinai Szerb Köztársasághoz. A horvát hadsereg 1995 augusztusában a Vihar hadművelet során foglalta vissza a települést. 2011-ben a településnek 129 lakosa volt.

## Lakosság
| Lakosság változása | Lakosság változása | Lakosság változása | Lakosság változása | Lakosság változása | Lakosság változása | Lakosság változása | Lakosság változása | Lakosság változása | Lakosság változása | Lakosság változása | Lakosság változása | Lakosság változása | Lakosság változása | Lakosság változása | Lakosság változása |
| ------------------ | ------------------ | ------------------ | ------------------ | ------------------ | ------------------ | ------------------ | ------------------ | ------------------ | ------------------ | ------------------ | ------------------ | ------------------ | ------------------ | ------------------ | ------------------ |
| 1857               | 1869               | 1880               | 1890               | 1900               | 1910               | 1921               | 1931               | 1948               | 1953               | 1961               | 1971               | 1981               | 1991               | 2001               | 2011               |
| 755                | 667                | 581                | 698                | 791                | 883                | 760                | 839                | 863                | 819                | 765                | 599                | 461                | 401                | 145                | 129                |

## Nevezetességei
Szent Péter és Pál apostolok tiszteletére szentelt pravoszláv templomát a szomszédos Tepljuh híveivel közösen 1780-ban építették. A templom a két település között, Tepljuh területén áll.